# Сіхоте-Алінський метеорит
Сіхоте-Алінський метеорит — залізний метеорит, загальна маса якого оцінюється в 60—100 тонн. Зібрано десятки тисяч уламків загальною масою близько 31 тонни. Входить до десятки найбільших метеоритів світу.

## Історія
Метеорит впав біля села Бейцухе Приморського краю в Уссурійській тайзі в горах Сіхоте-Алінь на Далекому Сході 12 лютого 1947 о 10 годині 38 хвилин. Падіння супроводжувалося вогняною кулею, димним слідом та гучним звуком. Подекуди було вибито шибки.
15 лютого місце падіння випадково виявили льотчики Далекосхідного геологічного управління, які поверталися з завдання. Вони й повідомили цю новину керівництву управління в Хабаровську. Перші дослідники дісталася до місця падіння 24 лютого. Тайгу на місці падіння було спустошено. Деякі дерева було повалено, інші стояли зі зрубаними кронами. На всьому полі лежали уламки дерев, хвоя.
У квітні 1947 року для вивчення падіння й збору всіх частин метеорита Комітетом з метеоритів Академії Наук СРСР було організовано експедицію під керівництвом академіка В. Г. Фесенкова — голови Комітету. У цій експедиції взяли участь три співробітники Далекосхідної бази АН СРСР ім. акад. В. Л. Комарова і три співробітники Інституту астрономії та фізики Академії Наук Казахської РСР. Загальний склад експедиції — 9 осіб. Штабом Приморського військового округу в розпорядження експедиції було виділено підрозділ мінерів і саперів із 13 осіб.
Метеорит зруйнувався в атмосфері на висоті від 25 до 6 км і випав залізним дощем на площі 20 квадратних кілометрів. Окремі частини розсіялися по тайзі на площі у формі еліпса з великою віссю довжиною близько 10 кілометрів. В основній частині еліпса розсіювання, площею близько чверті квадратного кілометра, що отримала назву кратерного поля, було виявлено 106 воронок, діаметром від 1 до 28 метрів, глибина найбільшої сягала 6 метрів. Крім того було знайдено велику кількість лунок, утворених дрібними уламками.
За хімічним аналізом, Сіхоте-Алінський метеорит складався з 93,29 % заліза, 5,95 % нікелю, 0,38 % кобальту і невеликих кількостей вуглецю, хлору, фосфору і сірки. За своєю структурою він належить до вельми грубоструктурних октаедритів. Найбільший знайдений фрагмент мав масу 1745 кг.
За оцінками дослідників, загальна маса космічного тіла під час входження в атмосферу становила близько 1000 тонн.
1972 року після збройного конфлікту за острів Даманський село з китайською назвою Бейцухе було перейменовано на Метеоритне.
|                              |
| Поштова марка СРСР, 1957 рік |

|                                                                           |
| Фрагменти метеорита в Хабаровському крайовому музеї імені М. І. Гродекова |